# Holiša
Holiša este o comună slovacă, aflată în districtul Lučenec din regiunea Banská Bystrica. Localitatea se află la altitudinea de 191 m deasupra n.m., se întinde pe o suprafață de 10,34 km2 și în 2017 număra 659 de locuitori.

## Istoric
Localitatea Holiša este atestată documentar din 1246.

## Demografie
| An:                | 1994 | 2004    | 2014   | 2024   |
| ------------------ | ---- | ------- | ------ | ------ |
| Număr de persoane: | 514  | 626     | 672    | 671    |
| Diferență:         |      | +21,78% | +7,34% | −0,14% |

| An:                | 2023 | 2024   |
| ------------------ | ---- | ------ |
| Număr de persoane: | 649  | 671    |
| Diferență:         |      | +3,38% |